# Густав Вайганд
Густав Вайганд (нім. Gustav Weigand, 1 лютого 1860, м. Дуйсбурґ — 8 липня 1930, Бельгернгайн, поблизу Лейпцига) — німецький романіст і балканіст. Професор Лейпцизького університету.
1893 заснував Інститут румунської мови та його науковий орган «Jahresbericht des Institut fur rumänische Sprache zu Leipzig» («Річний звіт Інституту румунської мови в Лейпцигу»), був редактором (до 1894) цього видання.
У 1925—1930 редагував науковий журнал «Balkan-Archiv» («Балканський архів»).
Вивчав українські говори Буковини і Бессарабії (праця «Діалекти Буковини й Бессарабії»), досліджував лексику та етнографію румунських вівчарів. Його праця «До термінології молочного господарства» (1910) має важливе значення для дослідження лексики українських говорів району Карпат.